# 中華民國拳擊協會
中華民國拳擊協會（英語：Chinese Taipei Boxing Association，又稱中華臺北拳擊協會）是中華民國（臺灣）的國家拳擊特定體育組織，成立於1973年。辦理臺灣拳擊比賽，藉由賽事交流及發揚運動精神。
中華拳協原為國際拳擊總會成員，因2023年該會遭國際奧林匹克委員會除名，及巴黎奧運前後拳擊項目選手林郁婷性別問題等爭議，2024年改加入世界拳擊聯盟。

## 比賽
中華拳協主辦有「總統盃拳擊錦標賽」，歷年時程如下：
- 100年（2011年）11月30日～12月4日在國立臺灣體育學院體育館[3]
- 101年（2012年）10月31日～11月4日在花蓮縣中正體育館
- 102年（2013年）11月27日～12月1日在高雄市鳳山體育館
- 103年（2014年）11月24日～11月28日在台北體育館
- 104年（2015年）11月18日～22日在臺中市立東山高級中學
- 105年（2016年）10月22日～26日在屏東縣立體育館
- 106年（2017年）12月8日～12月13日在新竹市立體育館
- 107年（2018年）10月30日～11月4日在高雄市樹德科技大學體育館
- 108年（2019年）11月18日～11月23日在新竹市立體育館
- 109年（2020年）11月24日～11月29日在國立臺灣體育運動大學體育館
- 110年（2021年）11月20日～11月25日在國立臺灣體育運動大學體育館
- 111年（2022年）11月15日～11月20日在國立臺灣體育運動大學體育館[4]

## 腳註
1. ↑  世界拳擊聯盟宣布台灣入會 盼推動拳擊續留下屆奧運 （页面存档备份，存于），公視新聞網，2024-8-17
2. ↑  . 壹苹新闻网. 2024年8月20日  [2024年8月16日]. （原始内容存档于2024年8月21日） （中文（臺灣））.
3. ↑  古育睿. . 花蓮縣政府教育處. 2011-11-08  [2024-03-07] （中文（臺灣））.
4. ↑  教務處課務組. . 國立臺灣體育運動大學. 2022-11-14  [2024-03-07] （中文（臺灣））.

## 外部連結
- 中華民國拳擊協會（页面存档备份，存于）